# 고아파
고아파(체코어: Sirotčí svaz)는 15세기 후스 전쟁에서 활약했던 후스파의 급진 파벌이다.
고아파는 본래 오레브 언덕 주변의 후스파 공동체로 이루어진 온건 후스파로, 원래는 오레브파라고 불렸다. 그러나 후스 전쟁이 격화되면서 오레브파는 점점 급진화되어갔다. 한편 타보르파에서는 군사 지도자였던 얀 지슈카가 타보르파 내에서 영향력이 커지면서 이를 두려워한 사제단과 대립하고 있었다. 그러던 와중에 1423년 얀 지슈카는 자신을 따르는 자들을 이끌고 오레브로 가서 새로운 군대를 창설한다. 이후 후스파는 오레브파를 비롯해 가톨릭 세력과 전쟁을 지속하길 원하는 강경파와 화해를 원하는 온건파로 나눠졌다. 타보르파는 이 당시 화해를 주장했으나 오레브파와 군사적으로는 충돌하지 않았다. 결국 1424년 말레쇼프 전투에서 얀 지슈카가 온건 후스파와 보헤미아 내 가톨릭 세력의 연합군을 격파하면서 후스파는 가톨릭 세력에 대항하는 동맹을 맺는다.
오레브파의 얀 지슈카에 대한 충성심과 유대 의식은 절대적이었는데, 얼마 후 얀 지슈카가 사망하자 이들은 자신들을 아버지를 잃은 자들이라고 하여 스스로를 고아(Sirotčí)라고 불렀다. 고아파는 타보르파의 영향을 받아 사상이 비슷했고 이전부터 접점이 있었기 때문에 후스파 동맹 결성 이후에는 거의 행동을 같이했다. 이후 전쟁이 길어지면서 휴전 협정의 체결을 놓고 급진 후스파와 온건 후스파의 의견이 갈라지자 1434년 온건 후스파는 가톨릭 세력과 동맹을 맺고 급진 후스파를 기습하여 프라하를 점령했다. 이에 프라하를 지키고 있던 타보르파의 지도자 프로코프 홀리와 플젠을 공격하고 있던 고아파의 지도자 프로코프 말리는 합류하여 동쪽으로 후퇴했고 5월 30일 리파니 전투에서 온건 후스파와 가톨릭 세력의 동맹군에게 패배했다. 이 전투에서 두 명의 프로코프는 모두 사망했으며, 고아파의 정신적 지도자였던 암브로쉬 스 흐라체는 1437년 3월 지기스문트에게 항복하였다. 9월에는 얀 로하치가 이끄는 급진 후스파의 잔당마저 토벌당하면서 고아파는 역사에서 사라졌다.